# 472 v. Chr.
Portal Geschichte | Portal Biografien | Aktuelle Ereignisse | Jahreskalender | Tagesartikel

◄ |
6. Jahrhundert v. Chr. |
5. Jahrhundert v. Chr. |
4. Jahrhundert v. Chr. |
►

◄ | 490er v. Chr. | 480er v. Chr. | 470er v. Chr. | 460er v. Chr. |
450er v. Chr. |
►

◄◄ | ◄ | 475 v. Chr. | 474 v. Chr. | 473 v. Chr. | 472 v. Chr. |
471 v. Chr. |
470 v. Chr. |
469 v. Chr. |
► |
►►

## Ereignisse

### Politik und Weltgeschehen
Tarent schließt ein Bündnis mit Rhegium, um den Messapiern, Peuketiern und Lukaner zu widerstehen, aber die vereinten Armeen von Tarent und Rhegium werden in der Nähe von Kailìa besiegt. Nach Herodot zählt diese Niederlage zu den schlimmsten der Griechen in Süditalien gegen die Italiker.

### Kultur

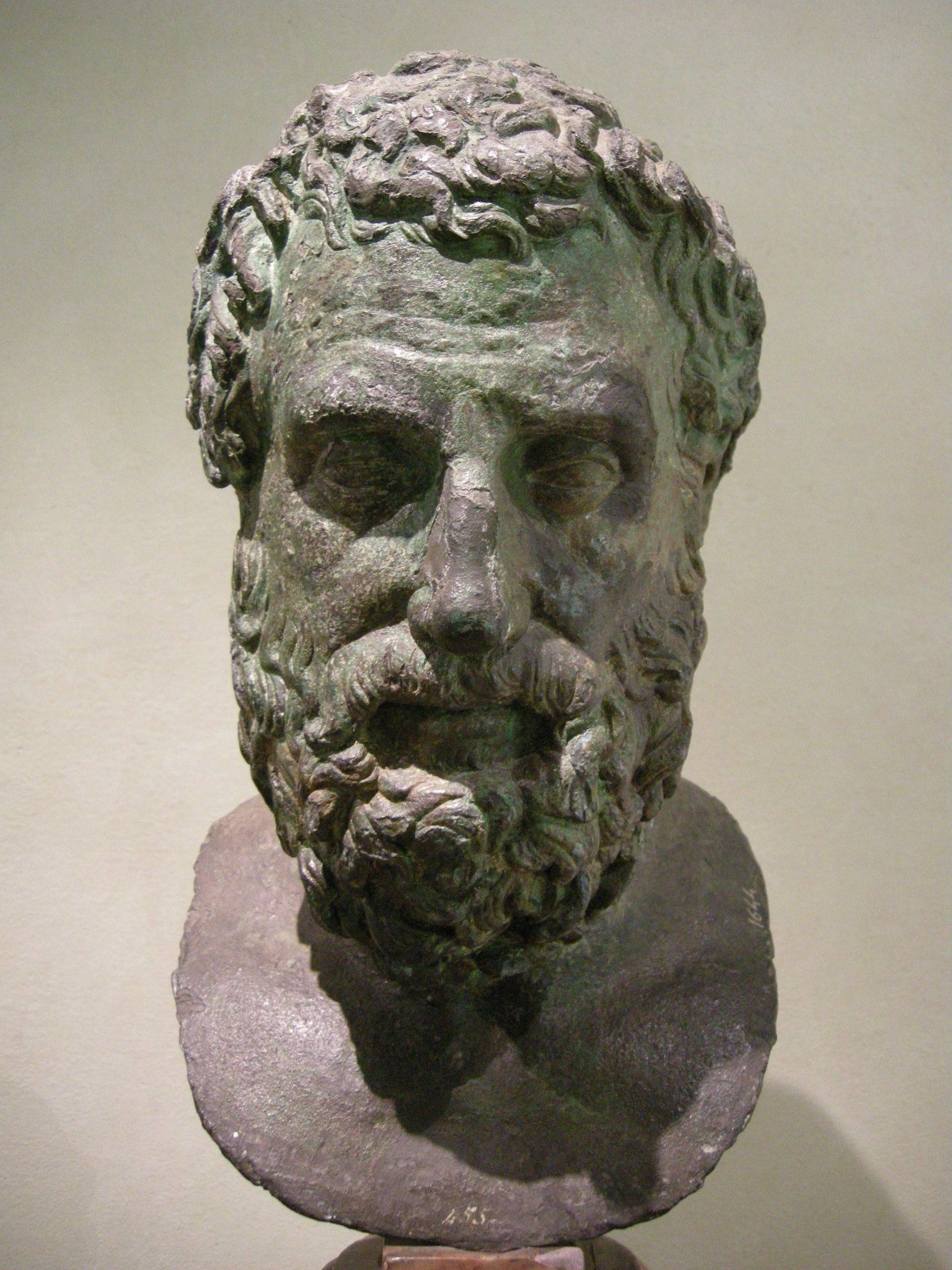
Aischylos

Das Drama Die Perser von Aischylos wird uraufgeführt. Es behandelt den Untergang der persischen Flotte in der Schlacht von Salamis aus der fiktiven Sicht des persischen Königshofes.

### Sport
Euthymos von Lokroi gewinnt ein drittes Mal den Faustkampf bei den Olympischen Spielen.

## Gestorben
- Thrasydaios von Akragas, Tyrann der antiken Städte Akragas und Himera auf Sizilien